# معاهده آب رود هیرمند
معاهده آب رود هیرمند پیرامون چگونگی بهره بردای از آب رودخانه هیرمند که منبع اصلی تأمین آب در استان سیستان و بلوچستان ایران است میان ایران و افغانستان امضا و در مجلس ایران تصویب گردید.

## منبع‌ها
1. ↑  «مرکز پژوهشها - ‌قانون معاهده راجع به آب رود هیرمند بین دولت شاهنشاهی ایران و دولت افغانستان». بایگانی‌شده از اصلی در ۱۲ دسامبر ۲۰۱۳. دریافت‌شده در ۴ ژوئن ۲۰۱۱.